# Tadeusz Płoski
Tadeusz Płoski, född den 9 mars 1956 i Lidzbark Warmiński, död den 10 april 2010 i Smolensk, var en polsk militärbiskop med generalmajors rang.
Påve Johannes Paulus II utnämnde honom den 16 oktober 2004 till biskop över Polens militär. Han behöll befattningen till sin död.
Tadeusz Płoski omkom i en flygolycka tillsammans med bland andra Polens president Lech Kaczyński. De var på väg till en ceremoni för att hedra offren i Katynmassakern.